# Google Earth
Google Earth is een gratis applicatie van Google waarmee men vrijwel elke plek op de wereld kan opzoeken met behulp van satelliet- en luchtfoto's. Daarnaast kan een gps-apparaat of GIS aan het programma worden gekoppeld. De geografische informatie wordt online aangeboden zodat een breedband-internetverbinding noodzakelijk is. Het is echter mogelijk een deel van de data offline te bekijken.
De data die Google Earth gebruikt, zijn hetzelfde als die van Google Maps. Google Earth heeft echter meer mogelijkheden. Sinds augustus 2007 is er de mogelijkheid om sterren en planetenstelsels te bekijken met de toepassing "Sky". Deze toepassing is vanaf versie 4.2 beschikbaar. In diezelfde versie blijkt ook een vliegsimulator te zitten als verborgen optie (een Easter egg), die toegankelijk is via de toetsencombinatie Ctrl + Alt + A. In februari 2009 werd de oceaanfunctionaliteit aan het programma toegevoegd, waardoor men onder water oceanen kan bekijken. Deze functie heeft als keerzijde dat bijvoorbeeld de Afsluitdijk onder water ligt.
In Google Earth is ook de dienst Google Street View te bekijken, waarmee het mogelijk is om straten op ooghoogte bekijken. Anno 2023 is een zeer groot aantal straten in vele landen wereldwijd te bekijken.

## 3D
Deels is het mogelijk om gebouwen in 3D te bekijken. Oorspronkelijk moesten deze worden gemaakt door middel van de website van Google Virtueel Bouwen of het programma Google Sketchup. Tegenwoordig maakt Google de benodigde data ook zelf. De Map of places with autogenerated 3D Imagery is te zien in Google Earth zelf.

## Resolutie
Enkele delen van de wereld kunnen door in te zoomen zelfs tot op straatniveau worden bekeken. Sinds 11 september 2006 kan heel Nederland op minimaal 40 cm nauwkeurig bekeken worden. Er zijn zelfs afzonderlijke auto's en belijningen op het wegdek te herkennen. Ook van delen van België -waaronder een groot deel van Brussel - zijn hoge-resolutie-beelden beschikbaar. Deze delen zijn te herkennen aan een rechthoek die donkerbruin/grijs afsteekt tegen de verder groene omgeving. Sinds versie 5.0 werd uitgebracht in februari 2009 zijn van diverse plaatsen ook archiefsatellietfoto's beschikbaar.
De hoge resolutie brengt meerdere problemen en verrassingen met zich mee. Zo kwam het programma in Australië in opspraak toen bleek dat er ingezoomd kon worden op foto's van een kerncentrale. In juli 2006 bleek dat de fontein die al 27 jaar voor het gemeentehuis in het Belgische Maasmechelen stond, de vorm van een hakenkruis had. Dit was niet bekend, tot iemand de fontein bekeek op Google Earth. De burgemeester heeft beloofd de fontein te laten verbouwen zodra de zomervakantie voorbij is. Op 15 september 2006 bracht de nieuwswebsite NU.nl naar buiten dat in een weiland in de buurt van het Nederlandse Rhenen de tekst Lonsdale viel te lezen.

## Lagen
Externe bedrijven of personen kunnen via Google Earth Server extra lagen aan Google Earth toevoegen. Er is er bijvoorbeeld één die de plaatsen waar veel verkrachtingen in Amerika zijn markeert. Ook kunnen gebruikers extra locaties toevoegen in de Google Earth Community-laag of zelf een map maken en deze via internet verspreiden.
Google Earth heeft echter nog meer functies: In feite kunnen alle gegevens van een bepaalde databank geplot worden op de wereldkaart, zoals criminaliteitscijfers in de Verenigde Staten. Bovendien heeft Google Earth een verregaande integratie met de zoekmachine van Google. Als een gebruiker bijvoorbeeld naar Hawaï gaat met de Fly-functie, en de laag Vulcano's inschakelt, valt een groene stip te zien op elke vulkaan. Als de gebruiker daarna op deze groene stip klikt, wordt er een venster geopend met informatie over die vulkaan.
Een voorbeeld daarvan is de laag National Geographic Magazine (NG). Bij het inschakelen van die laag zijn in Afrika overal vliegtuigjes te zien. Een databank met NG-foto's is gelinkt aan de kaart. Als de gebruiker op zo'n vliegtuigje klikt, ziet deze daardoor meteen een foto die is genomen vanuit het vliegtuig. Ook zijn er soms video's of mensen en dieren van een land te zien. Ook voor andere doeleinden begint men Google Earth te ontdekken, zo zijn er bijvoorbeeld bedrijven die een heel land voorzien met toeristische informatie, of vliegmaatschappijen die hun bestemmingen laten zien. De consument kan zich heel makkelijk voorbereiden op zijn reis, van tevoren al veel plannen en al in de stemming komen door foto's en video's te zien.
Met Google SketchUp kan men gebouwen in 3D maken die vervolgens in Google Earth geplaatst kunnen worden.
Sinds december 2006 is Google Earth uitgerust met drie extra lagen van Panoramio (foto's), Wikipedia en GE-Community.

## Coördinaten
Google Earth maakt gebruik van geografische coördinaten met de datum WGS84. Een plaats op aarde kan worden opgezocht door de coördinaten op te geven in graden, minuten en seconden of in graden met een decimale onderverdeling. UTM wordt niet geaccepteerd. Onderaan het scherm toont Google Earth de coördinaten van het punt dat met de muis wordt aangewezen. Dit laatste kan ook met UTM. De visueel bepaalde coördinaten van Google Earth kunnen echter onvoorspelbare verschillen vertonen van meer dan 100 meter t.o.v. officiële coördinaten in WGS84 als gevolg van de grote kwaliteitsverschillen in het gebruikte beeldmateriaal of gebruik van positiegegevens in een ander coördinatensysteem. Veelal worden de verschillen veroorzaakt door fouten in de plaatsing van het beeldmateriaal en verschillen die ontstaan door een combinatie van object en terreinhoogte waarvoor niet is gecorrigeerd. Het vervangen van het beeldmateriaal kan voor eenzelfde object daarom een nieuw en afwijkend coördinaat opleveren.

## Systeemeisen
Google Earth is beschikbaar voor Windows (2000 en hoger), Mac OS X en Linux. De minimale systeemeisen zijn als volgt:
- Processor: Pentium III 500 MHz
- Vrije ruimte op de harde schijf: 400 MB
- RAM: 256 MB (Windows, Mac, Linux)
- Geheugen van videokaart: 64 MB (DirectX9-compatible, OpenGL of Direct3D)
- Schermresolutie: 1024 × 768, 16 bit kleuren
- Netwerksnelheid: 128 kbit/s

Daarnaast is Google Earth beschikbaar op mobiele telefoons met het Google Android- en het Apple iOS-besturingssysteem.

## Besturing
Naast besturing met toetsenbord en muis is in Google Earth ook met joysticks en andere controllers over de wereld te vliegen. Het gemakkelijkst werkt over het algemeen echter een speciale 3D-controller, waarvan er sinds december 2006 een betaalbaar alternatief voor thuisgebruik op de markt is in de vorm van de SpaceNavigator.

## Fouten en vreemde objecten
Sinds het introduceren van de gedetailleerde kaarten is er een levendige gemeenschap op internet op zoek naar vreemde foto's, vormen en objecten, zoals gebouwen in de vorm van een hakenkruis, vliegtuigen in de lucht, graancirkels, topless zonnende mensen enz. Veel van onderstaande fouten zijn alleen terug te vinden via historisch beeldmateriaal.
- Nederland
  - Weerkaatsend zonlicht op een huis:  53°19'46.30"N 6°54'52.88"O
  - Weerkaatsend zonlicht op een huis:  50°50'57.46"N 5°41'28.97"O
  - Letters "LONSDALE" (met letters "AL" op hun kop) in graanveld tussen Veenendaal en Rhenen (kaart 2005): 51°58'42.71"N 5°33'56.44"O
- België
  - Ongeval op de Ring rond Brussel: 50°49'28.75" N  4°16'47.24" O
  - Weerkaatsend zonlicht op een huis: 51°03'40.49" 3°16'59.15" / 51°07'18.013" 3°40'37.26"
  - Verschil tussen eb en vloed: 51°14'49.68" 2°57'01.89"
- Frankrijk
  - Weerspiegeling van de kleuren van de regenboog achter voertuigen: (Grens Luxembourg-Francé) 49°28'02.51" N  6°07'14.56" O
- Luxemburg
  - Wolken bij Croix de Bettembourg: 49°29'47.31" N  6°06'30.06" O
  - Schaduw van een wolk op de bomen: 49°28'11.05" N  6°03'20.60" O
  - Verschil tussen dag en nacht in Luxemburg (stad): 49°36'46.75" N  6°08'00.40" O
  - Wolk na de grens in Luxemburg: 49°38'17.41" N  5°54'34.44" O
- Duitsland
  - Felle kleuren op de akkers rond Samswegen en Colbitz: 52°17'24.99" N  11°36'39.26" O
- Overige
  - Gevechtsboten boven op gevechtsboten in Sydney : −33° 51' 47.20", +151° 13' 29.01"
  - Vliegtuig op de weg in Le Mont Turney: 43.515761, 6.937737
  - Pac-Man in Denemarken: 55°28'39.64" 9°46'31.59"
  - Duitse nudisten: 51°11'49.71" 7°16'40.06"
  - Zwaaiende Afrikanen: 13°35'42.22" 20°0'23.44"
  - Swastika (Hakenkruis), Amerikaanse marine in San Diego: 32°40'33.49" −117°09'27.31"
  - Een rij foto's met afwijkende kleur, Groenland: 70°37'40.70" −40°25'05.73"
  - Fout geparkeerde politie (Sydney): −33°51'10.81" 151°14'46.46"
  - Een stofje op de film in Fucking: 48°03'59.52" 12°51'50.43"
  - Een roeibaan die ook voor watervliegtuigen gebruikt wordt in Griekenland (vliegvelden aan zetten) 38°8'57.79" 24°0'49.21"
  - Zomer-winterverschil in Letland: 57°32'26.53" 25°27'46.56"
  - Spookvliegtuig haalt vliegtuig in (Mumbai) : 19° 5'19.11" 72°51'49.33"
  - Dag-nachtverschil in (China): 33°26'39.09" 91°11'16.35"
  - De stad Nur-Sultan (Kazachstan) waar tientallen auto's en andere objecten de regenboogkleuren weerspiegelen: 51°10'25.46" 71°26'08.29"
  - Twee dezelfde auto's met blauwe schijnwerpers (Mallorca): 39°22'51.29" 3°00'05.97"
  - Ongeluk op Interstate 10, Louisiana (kaart 2006): 30°01'03.32"N 90°18'54.95"W